# Quarteirão

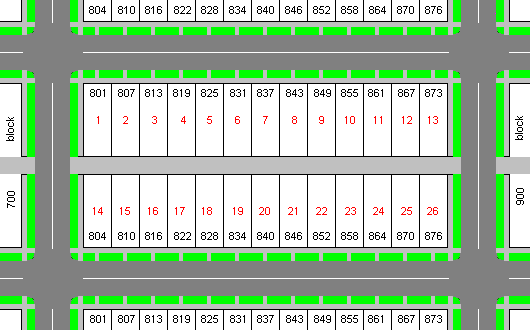
Diagrama de um exemplo de um quarteirão retangular visto do alto. O bloco é dividido em lotes, numerados em vermelho. Os endereços, neste exemplo do quarteirão rotulado 800, são mostradas em preto. Uma ruela mostrada em cinza claro corre longitudinalmente no meio do quarteirão. Ruas são mostradas em cinza escuro. Calçadas são mostrados em cinza claro. Avenidas são mostrados em verde com passagens mostradas em cinza claro, a partir da face-de-lote que dá para a rua.

A quadra ou quarteirão é a menor área de espaço urbano  delimitada por ruas, rios ou avenidas, caracterizando a unidade básica de formação destes espaços.

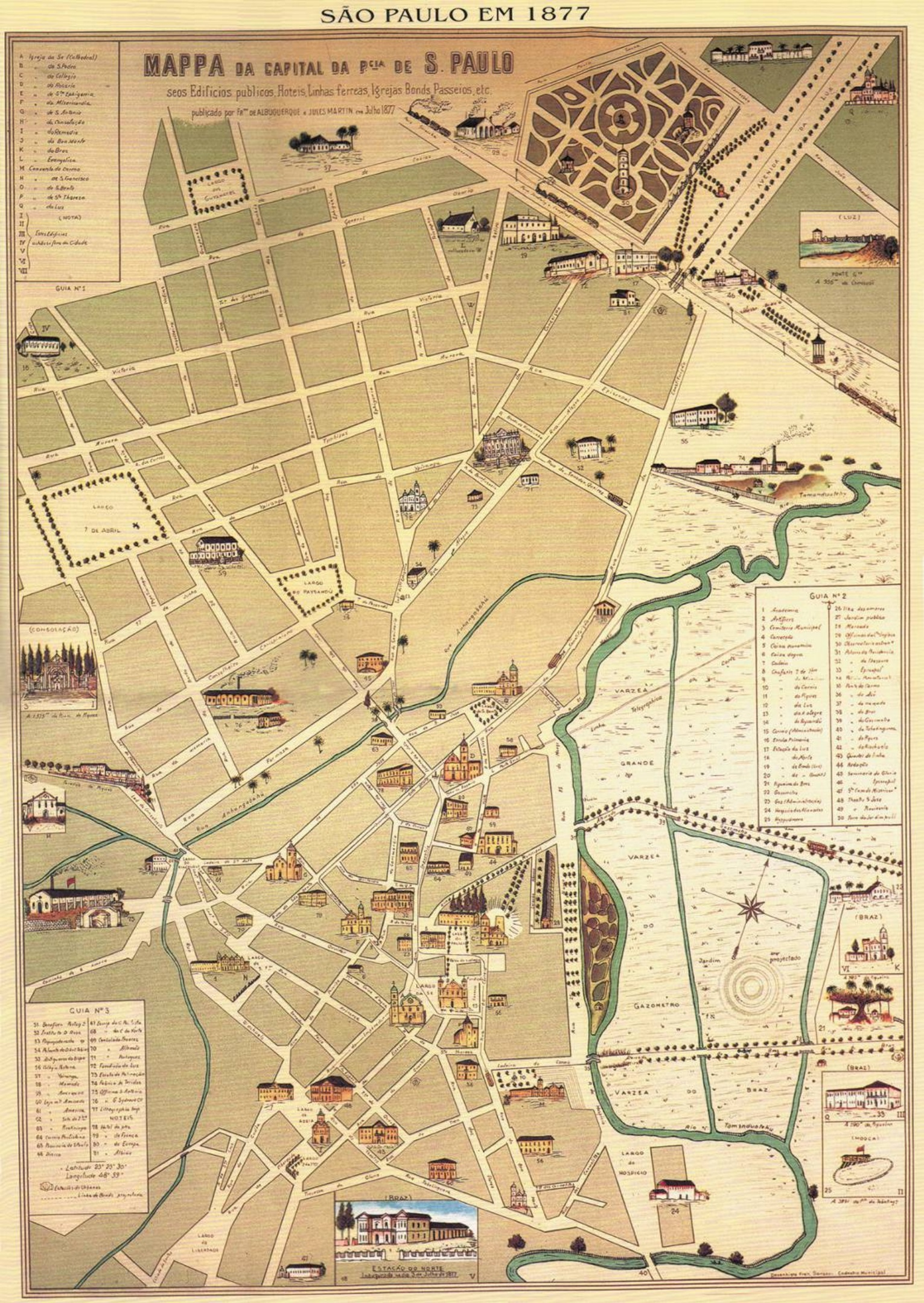
Mapa da região central de São Paulo em 1877, mostrando os quarteirões da cidade.

O tamanho de um quarteirão ou de uma quadra pode variar muito, mas frequentemente em cidades brasileiras podem ser vistos quarteirões de 10 000 metros quadrados (100 metros em cada lado). Neste último caso a área delimitada corresponde a um hectare.